# Зефир Прайера
Зефир Прайера (Artopoetes pryeri) — вид дневных бабочек из семейства голубянок (Lycaenidae).

## Этимология
Вид назван в честь Генри Прайера (Pryer Henri James Stovin, 1850—1888) — английского энтомолога, изучавшего бабочек Восточной Азии.

## Описание

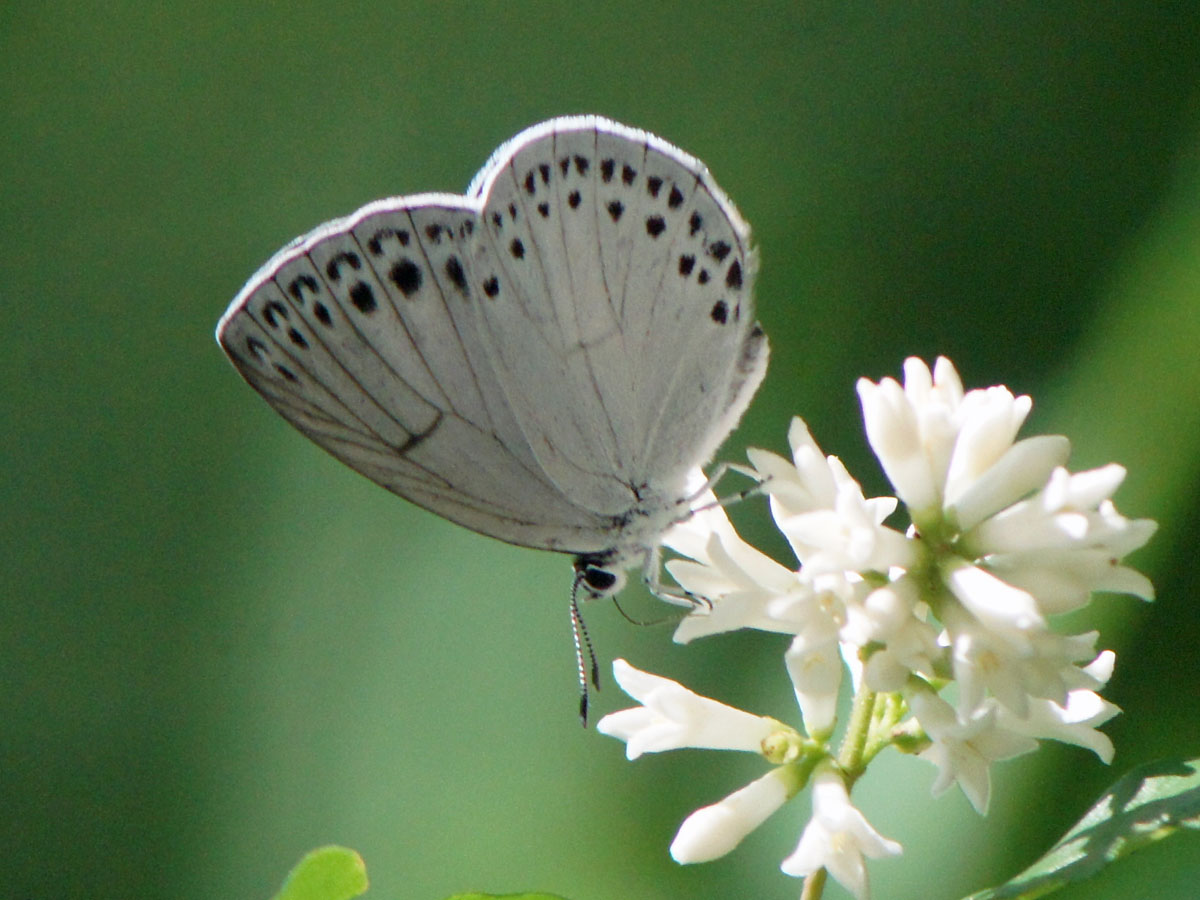

Длина переднего крыла самцов 17—20 мм, самок 18—22 мм. Самки немного крупнее самцов. Размах крыльев 34—41 мм. Крылья самцов на верхней стороне тёмные, в своей центральной части бледного кобальтово-фиолетового цвета с беловатыми просветами, к краям — коричнево-бурые. У самок крылья более округлые, также тёмные, в центральной части «выбеленные». Нижняя сторона крыльев бабочек у обоих полов одноцветная — белая с двумя параллельными рядами чёрных точек вдоль внешнего края крыльева.

## Ареал
Россия (Хабаровский край, Приморье, Еврейская автономная область, Амурская область), Япония, Корея, Северный и Северо-Восточный Китай.

## Биология
За год этот вид бабочек развивается в одном поколении. Время лёта бабочек длится с июля по начало сентября. Кормовое растение гусениц — амурская сирень. Мирмекофил — гусеницы живут в симбиозе с муравьями. Гусеница окукливается на нижней стороне листа кормовых растений.